# Anna Lena Ringarp
Anna Lena Ringarp, född 15 februari 1949 är en svensk journalist. Från 1997 till 2014 var Ringarp programledare och redaktör för programmet Språket i Sveriges Radio P1. År 2009 tilldelades hon Natur & Kulturs Kulturpris tillsammans med Lars-Gunnar Andersson och Fredrik Lindström.

## Böcker
- Språket – Svenska folkets frågor till radioprogrammet Språket (tillsammans m. Lars-Gunnar Andersson), 2007, ISBN 9789172275409